# 角速度

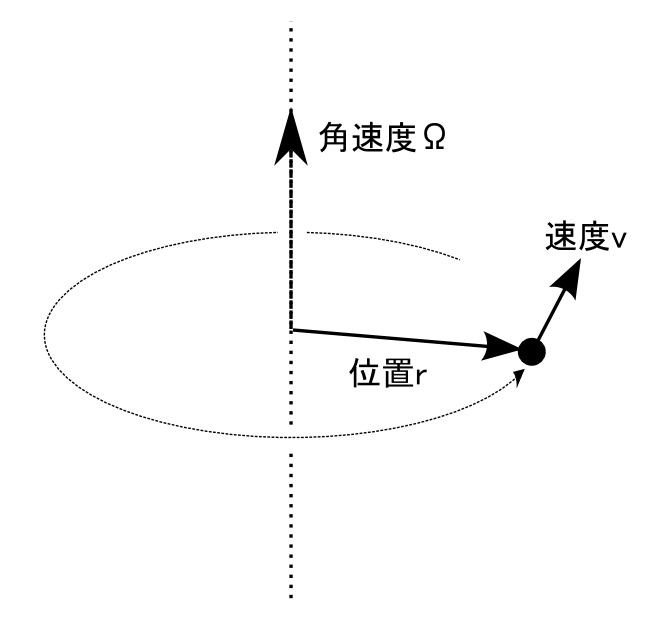
円運動する物体に対する角速度ベクトル Ω と位置ベクトル r、速度ベクトル v の関係。それぞれのベクトルは互いに直交している。

運動学において、角速度（かくそくど、英: angular velocity）は、ある点をまわる回転運動の速度を、単位時間に進む角度によって表わした物理量である。言い換えれば角速度とは、原点と物体を結ぶ線分、すなわち動径が向く角度の時間変化量である。特に等速円運動する物体の角速度は、物体の速度を円の半径で割ったものとして与えられる。従って角速度の量の次元は、通常の並進運動の速度とは異なり、時間の逆数 T−1 となる。

## 概要
角速度の単位は角度の単位と時間の単位の比によって表わされる。例えば国際単位系においては、角度の単位はラジアン (rad)、時間の単位は秒 (s) であるため、角速度の単位はラジアン毎秒 (rad/s) となる。角速度を表す記号としてはしばしばギリシア文字の ω や Ω が用いられる。
角速度が関係する物理現象としては例えば遠心力やコリオリ力がある。
角速度は、ある座標系における動径の角度の時間微分であるが、角速度の時間微分は角加速度と呼ばれる。また角速度の時間積分はある時刻間における回転角を与える。

### 角速度の「向き」と「大きさ」
角速度は物体が回転運動する平面に対して時計回りか反時計回りかいずれか一つの方向を正とし、他方を負とするように定義される。また符号の正負は、幾何学的には角速度の向きに対応づけることができる。標準的に用いられる右手系の座標系では、角速度の符号は反時計回りを正として定義され、角速度の向きは右手の法則に従い、回転面が反時計回りに見える方向を向くように定められる。
角速度はしばしばスカラーやベクトルとして扱われるが、鏡映反転により向きが変ってしまうなどの性質から、厳密にいえば擬スカラーや擬ベクトルとして扱われる。2次元空間上では回転平面の軸は一つに限られるため、角速度は擬スカラーとなり、3次元空間においては回転平面の軸は自由な方向を向くことができるため、角速度は擬ベクトルとなる。
また、角速度の絶対値（またはノルム）をしばしば角速度の大きさと呼ぶが、文脈によっては、角速度の大きさを含めて単に「角速度」と呼ぶことがある。

## 定義
質点の位置ベクトルを r、速度ベクトルを v とするとき、質点の原点まわりの角速度 ω は
{\displaystyle {\boldsymbol {\omega }}={\frac {1}{r^{2}}}{\boldsymbol {r}}\times {\boldsymbol {v}}}
と定義される。ここで r は位置ベクトルの大きさ |r| であり、× はベクトル積を表す。この定義は以下のように示される。
時刻 t と t′ における質点の位置ベクトルをそれぞれ r、r′ とする。これらのなす角度を φ とすれば
{\displaystyle |{\boldsymbol {r}}\times {\boldsymbol {r}}'|=r\,r'\sin \phi }
である。時間の間隔 Δt = t' − t が小さいときに
{\displaystyle {\boldsymbol {r}}'={\boldsymbol {r}}+{\boldsymbol {v}}\Delta t+O(\Delta t^{2})}
{\displaystyle r'=r+O(\Delta t)}
{\displaystyle \sin \phi =\omega \Delta t+O(\Delta t^{2})}
であることから、ベクトル積に関する恒等式 r × r ≡ 0を用いれば
{\displaystyle |{\boldsymbol {r}}\times {\boldsymbol {v}}|\Delta t+O(\Delta t^{2})=r^{2}\omega \Delta t+O(\Delta t^{2})}
が得られ、上式両辺における Δt の1次の項を比較して
{\displaystyle |{\boldsymbol {r}}\times {\boldsymbol {v}}|=r^{2}\omega }
が導かれる。回転角 φ = ωΔt の向きを回転軸の方向（すなわち右ねじの進む方向）に一致するように定めると、定義式が導かれる。

## 剛体回転
位置ベクトルと角速度のベクトル積は、三重積の公式から
{\displaystyle {\boldsymbol {\omega }}\times {\boldsymbol {r}}={\boldsymbol {v}}-{\frac {\boldsymbol {r}}{r^{2}}}({\boldsymbol {r}}\cdot {\boldsymbol {v}})}
となる。動径方向の単位ベクトル er = r/r を導入すれば
{\displaystyle {\boldsymbol {v}}=v_{r}{\boldsymbol {e}}_{r}+{\boldsymbol {\omega }}\times {\boldsymbol {r}}}
である。動径方向の速度成分を持たないとき、すなわち原点からの距離が変化しないとき
{\displaystyle {\boldsymbol {v}}={\boldsymbol {\omega }}\times {\boldsymbol {r}}}
となる。特に原点を固定点とする剛体回転では、単一の角速度によってすべての粒子の速度が同じ形で表される。